# Nikon 1 V1
Nikon 1 V1 — беззеркальный цифровой системный фотоаппарат компании «Никон», предназначенный для опытных фотографов, топ-модель системы Nikon 1.
Фотоаппарат анонсирован 21 сентября 2011 года, начало продаж намечено на 20 октября. Одновременно компания представила модель Nikon 1 J1 и четыре объектива для новой системы:
— Nikon 1 NIKKOR 10mm f/2,8
— Nikon 1 NIKKOR VR 10-30 mm f/3,4-5,6
— Nikon 1 NIKKOR VR 30-110 mm f/3,8-5,6
— Nikon 1 NIKKOR VR 10-110 mm f/4,5-5,6 PD-ZOOM (Для съемки видео). 

## Поколения
- Nikon 1 V2 — анонсирована 24 октября 2012 года. Новый двуядерный процессор Expeed 3A (способен обрабатывать 850 Мп в секунду). Эффективное количество пикселей возросло до 14,2 Мп. Возросла скорость серийной съемки до 15к/с с максимальным разрешением с возможностью покадровой фокусировки. Изменённый внешний вид (выступающая рукоять удержания, которая является частью корпуса и выступающая вперед над объективом надстойка электронного видоискателя в которую встроена вспышка), добавлением механического селектора ручных режимов — P, A, S, M и программируемой кнопки F для быстрого доступа к настройкам.

- Nikon 1 V3 — анонсирована 14 марта 2014. Новый процессор EXPEED 4A. Эффективное количество пикселей возросло до 18,4. Изменённый дизайн, камера стала компактней, убрана выступающая рукоятка-хват, корпус стал тоньше. Видоискатель стал съемным. Добавлены точки автофокусировки (с 73 до 171 по сравнению с V2). TFT дисплей имеет теперь сенсорное управление, разрешение подняли до 1 037 000 точек, отклоняется на полные 90 градусов вниз и чуть более, чем на 90 градусов вверх. Дисплейный блок дополнен четырьмя клавишами.

Встроенная складная вспышка имеет ведущее число 5 и вынесена справа от месте для установки видоискателя.
Запись видео при скорости 120 к/с возможно теперь формате HD в разрешении 720p. Вместо SD-карт используются microSD. Добавлен модуль Wi-Fi.

## Конец производства
11 июля 2018 года компания Nikon объявила о завершении производства всей линейки
беззеркальных камер Nikon 1.